# Flying Tiger Copenhagen
Flying Tiger Copenhagen är en butikskedja med lågprisbutiker som säljer egenframtagna produkter för hem, leksaker, fest, accessoarer etc. med huvudkontor i Köpenhamn, Danmark. De har 985 butiker i 30 länder (juli 2019) i Europa, USA och Asien.  I april 2022 fanns det 47 butiker i Sverige.
Beroende på land användes tidigare namnen Tiger, Flying Tiger och TGR. Under 2016 bytte man till ett nytt gemensamt varumärke för butikerna, Flying Tiger Copenhagen.
Den första butiken öppnades 1995 i Köpenhamn av dansken Lennart Lajboschitz. 
Företaget hade under 2015 mer än 3 500 anställda och en omsättning på ca 3,5 miljarder DKK.
År 2021 köptes butikskedjan upp av det danska investeringsbolaget Treville, innan dess ägdes den i åtta år av det svenska bolaget EQT.
I den första butiken kostade alla varor 10 DKK, och butiksnamnet Tiger kom till genom det danska uttalet för tio "tee’-yuh", vilket låter likadant som det danska ordet för tiger. 